# Thể thao dưới nước tại Đại hội Thể thao Bán đảo Đông Nam Á 1973
Thể thao dưới nước tại Đại hội Thể thao Bán đảo Đông Nam Á năm 1973 được tổ chức từ ngày 2 đến 5 tháng 9 năm 1973 tại Trung tâm Thể thao Dưới nước Toa Payoh, Singapore. Ba phân môn chính được thi đấu bao gồm bơi lội, nhảy cầu, và bóng nước, với sự tham gia của các đoàn thể thao trong khu vực như Thái Lan, Malaysia, Singapore, Việt Nam Cộng hòa và Lào.
Ở môn bơi lội, các vận động viên tranh tài ở nhiều nội dung cá nhân và tiếp sức từ cự ly 100 mét đến 1.500 mét, bao gồm các kiểu bơi tự do, ếch, bướm, ngửa và hỗn hợp. Nhảy cầu có hai nội dung chính là ván lò xo (springboard) và ván cao (platform), thi đấu cho cả nam và nữ. Môn bóng nước chỉ có nội dung dành cho nam với các đội tuyển quốc gia thi đấu theo thể thức vòng tròn. 
Chủ nhà Singapore thống trị với số huy chương áp đảo là 24 huy chương vàng, 17 huy chương bạc và 10 huy chương đồng.

## Bơi lội
Nội dung của nam
| Nội dung                   | Vàng                                                            | Vàng     | Bạc                                                                      | Bạc      | Đồng                                                                       | Đồng     |
| -------------------------- | --------------------------------------------------------------- | -------- | ------------------------------------------------------------------------ | -------- | -------------------------------------------------------------------------- | -------- |
| 100 m tự do                | Tan Thuan Heng                                                  | 56.76    | Prak Samnang                                                             | 57.50    | Alex Chan                                                                  | 57.60    |
| 200 m tự do                | Mark Chan                                                       | 2:07.90  | Khoo Teng Chuan                                                          | 2:08.18  | Tan Bun Thay                                                               | 2:08.5   |
| 400 m tự do                | Khoo Teng Chuan                                                 | 4:29.27  | Mark Chan                                                                | 4:29.53  | Tan Bun Thay                                                               | 4:31.72  |
| 1500 m tự do               | Mark Chan                                                       | 18:09.71 | Liew Chun Wei                                                            | 18:21.34 | Aung Khine                                                                 | 18:34.96 |
|                            |                                                                 |          |                                                                          |          |                                                                            |          |
| 100 m bơi ngửa             | Chiang Jin Choon                                                | 1:03.91  | David Hoe                                                                | 1:03.96  | Van Sarun                                                                  | 1:04.87  |
| 200 m bơi ngửa             | Chiang Jin Choon                                                | 2:17.53  | Van Sarun                                                                | 2:21.57  | David Hoe                                                                  | 2:23.12  |
|                            |                                                                 |          |                                                                          |          |                                                                            |          |
| 100 m bơi ếch              | Yi Sokhon                                                       | 1:09.80  | Khong Kok Sun                                                            | 1:12.27  | Phath Sim Onn                                                              | 1:12.91  |
| 200 m bơi ếch              | Yi Sokhon                                                       | 2:35.98  | Alan R. Lelah                                                            | 2:37.01  | Khong Kok Sun                                                              | 2:39.86  |
|                            |                                                                 |          |                                                                          |          |                                                                            |          |
| 100 m bơi bướm             | Roy Chan                                                        | 1:00.93  | Đỗ Như Minh                                                              | 1:02.15  | Christopher Teo                                                            | 1:02.61  |
| 200 m bơi bướm             | Roy Chan                                                        | 2:14.12  | Khoo Teng Chuan                                                          | 2:19.24  | Lai Wai Kee                                                                | 2:27.69  |
|                            |                                                                 |          |                                                                          |          |                                                                            |          |
| 400 m hỗn hợp cá nhân      | Roy Chan                                                        | 5:00.23  | Chiang Jin Choon                                                         | 5:07.10  | Khoo Teng Chuan                                                            | 5:12.30  |
|                            |                                                                 |          |                                                                          |          |                                                                            |          |
| 4 × 100 m tiếp sức tự do   | Singapore Soen Lai Heng · Alex Chan · Roy Chan · Tan Thuan Heng | 3:47.86  | Cộng hòa Khmer Prak Samnang · Tan Bun Thay ·                             | 3:52.53  | Thailand ·                                                                 | 3:58.12  |
| 4 × 200 m tiếp sức tự do   | Singapore Roy Chan · Khoo Teng Chuan · Mark Chan · Alex Can     | 8:37.72  | Cộng hòa Khmer Prak Samnang · Nop Moy Ngorn · Peo Samnang · Tan Bun Thay | 8:46.87  | Malaysia Liew Chun Wai · Ho Hee Ming · Christopher Teo · Ting Siu Poh      | 8:52.56  |
| 4 × 100 m tiếp sức hỗn hợp | Singapore David Hoe · Khong Kok Sun · Roy Chan · Tan Thuan Heng | 4:14.34  | Cộng hòa Khmer Van Sarun · Yi Sokhon · Phath Sim Onn · Prak Samnang      | 4:17.01  | Malaysia Chiang Jin Choon · Wong Yik Heam · Christopher Teo · Ting Siu Poh | 4:18.11  |

Nội dung của nữ
| Nội dung                   | Vàng                                                               | Vàng     | Bạc                                                                  | Bạc      | Đồng                                                       | Đồng     |
| -------------------------- | ------------------------------------------------------------------ | -------- | -------------------------------------------------------------------- | -------- | ---------------------------------------------------------- | -------- |
| 100 m tự do                | Patricia Chan                                                      | 1:03.47  | Elaine Sng                                                           | 1:03.69  | Lim Lay Choo                                               | 1:07.49  |
| 200 m tự do                | Elaine Sng                                                         | 2:17.49  | Lim Bee Lian                                                         | 2:21.15  | Lim Lay Choo                                               | 2:28.85  |
| 400 m tự do                | Elaine Sng                                                         | 4:47.50  | Ang Siew Lan                                                         | 4:59.51  | Yvone Lam                                                  | 5:21.86  |
| 800 m tự do                | Elaine Sng                                                         | 10:03.70 | Anne Hoe                                                             | 10:31.30 | Rachaniwan Bulakul                                         | 11:00.64 |
|                            |                                                                    |          |                                                                      |          |                                                            |          |
| 100 m bơi ngửa             | Patricia Chan                                                      | 1:12.73  | Angela Lecomber                                                      | 1:16.07  | Vivian Tham Mei Keng                                       | 1:17.50  |
| 200 m bơi ngửa             | Patricia Chan                                                      | 2:34.90  | Angela Lecomber                                                      | 2:44.02  | Vivian Tham Mei Keng                                       | 2:44.38  |
|                            |                                                                    |          |                                                                      |          |                                                            |          |
| 100 m bơi ếch              | Nwe Nwe Yoe                                                        | 1:23.74  | Justina Tseng                                                        | 1:24.33  | Khong Yiu Lan                                              | 1:24.64  |
| 200 m bơi ếch              | Justina Tseng                                                      | 2:58.33  | Rosanna Lam                                                          | 2:59.96  | Khong Yiu Lan                                              | 3:01.51  |
|                            |                                                                    |          |                                                                      |          |                                                            |          |
| 100 m bơi bướm             | Karen Chong                                                        | 1:10.06  | Lim Lay Choo                                                         | 1:14.55  | Jovina Tseng                                               | 1:15.06  |
| 200 m bơi bướm             | Karen Chong                                                        | 2:32.31  | Amy Teo                                                              | 2:37.87  | Sansanee Changkasiri                                       | 2:54.02  |
|                            |                                                                    |          |                                                                      |          |                                                            |          |
| 200 m hỗn hợp cá nhân      | Patricia Chan                                                      | 2:37.24  | Lim Bee Lian                                                         | 2:44.16  | Vivian Lam                                                 | 2:48.31  |
|                            |                                                                    |          |                                                                      |          |                                                            |          |
| 4 × 100 m tiếp sức tự do   | Singapore Esther Tan · Jovina Tseng · Elaine Sng · Patricia Chan   | 4:25.24  | Malaysia Lim Lay Choo · Yvonne Lam · Jean De Bruyne · Tham Mei Kheng | 4:43.87  | Thái Lan Rachaniwan Bulakul · Sansanee Changkasiri · ? · ? | 5:08.06  |
| 4 × 100 m tiếp sức hỗn hợp | Singapore Patricia Chan · Justina Tseng · Karen Chong · Elaine Sng | 4:58.16  | Malaysia Vivian Tham · Rosanna Lam · Lim Lay Choo · Yvonne Lam       | 5:14.53  | Thái Lan · Rachaniwan Bulakul ·                            | 5:34.42  |

## Nhảy cầu
| Nội dung     | Vàng                | Vàng   | Bạc                | Bạc    | Đồng               | Đồng   |
| ------------ | ------------------- | ------ | ------------------ | ------ | ------------------ | ------ |
| Cầu mềm nam  | Boonchai Lohwaree   |        | Chan Chee Keong    |        | Somchit Oonsinit   |        |
| Cầu cứng nam | Tasnee Srivipattana |        | Ith Puthy          |        | Sally Lim          |        |
|              |                     |        |                    |        |                    |        |
| Cầu mềm nữ   | Gillian Chew        | 165.48 | Nora Tay Chin Hong | 151.44 | Sally Lim Kwan Fui | 149.58 |
| Cầu cứng nữ  | Sally Lim Kwan Fui  | 322.41 | Nora Tay Chin Hong | 315.42 | Tasne Srivipatana  | 310.02 |
| Cầu cao nữ   | Tasne Srivipatana   |        | Ith Puthy          |        | Sally Lim Kwan Fui |        |

## Bóng nước
| Nội dung      | Vàng      | Bạc      | Đồng     |
| ------------- | --------- | -------- | -------- |
| Bóng nước nam | Singapore | Malaysia | Thái Lan |

## Bảng huy chương
| Hạng               | Đoàn               | Vàng | Bạc | Đồng | Tổng số |
| ------------------ | ------------------ | ---- | --- | ---- | ------- |
| 1                  | Singapore (SIN)    | 24   | 17  | 10   | 51      |
| 2                  | Malaysia (MAS)     | 3    | 8   | 10   | 21      |
| 3                  | Thái Lan (THA)     | 3    | 0   | 8    | 11      |
| 4                  | Campuchia (KHM)    | 2    | 7   | 4    | 13      |
| 5                  | Myanmar (MYA)      | 1    | 0   | 1    | 2       |
| 6                  | Việt Nam (VNM)     | 0    | 1   | 0    | 1       |
| Tổng số (6 đơn vị) | Tổng số (6 đơn vị) | 33   | 33  | 33   | 99      |